# مدرسة الجابرية الهندية
مدرسة الجابرية الهندية هي مدرسة دولية خاصة تقع في الجابرية، الكويت. تأسست المدرسة في عام 1993م. تدرس الفئات العمرية من الإبتدائية إلى الثانوية. المدرسة معترف بها من قبل وزارة التربية والتعليم في الكويت وهي عضو في المجلس المركزي للتعليم الثانوي للإتحاد الهندي (CBSE). أدخلت في عام 2012 امتحانات كامبريدج (IGCSE) إلى منهجها.

## اللغات
تجرى الدروس باللغة الإنجليزية كلغة إلزامية؛ الهندية كلغة ثانية إجبارية الفرنسية كلغة ثانية اختيارية والعربية كلغة ثالثة من الصف الثاني إلى الصف التاسع.

## الروابط الخارجية
1. ↑  "IndiansinKuwait.com - Jabriya Indian School". www.indiansinkuwait.com. مؤرشف من الأصل في 2022-02-04. اطلع عليه بتاريخ 2022-10-17.

- أزمة في التعليم الخاص بسبب الجابرية الهندية |الشاهد
- مدرسة الجابرية الهندية |جولات دوت كوم
- Jabriya Indian School clinch CBSE title for 10th time
- «الجابرية الهندية» احتفلت بتخريج طلابها للعام 2010 جريدة الأنباء